# Mirna Berend
Mirna Berend (Petrinja, 5. srpnja 1966.) hrvatska je televizijska voditeljica.
Rođena je u Petrinji 5. srpnja 1966. godine. Izgubila je kuću u rodnom gradu za vrijeme Domovinskog rata.
Od 1986. bila je televizijska voditelja na Hrvatskoj radioteleviziji. S vremenom je postala jedna od najprepoznatljivijih lica HRT-a. Bila je ratna izvjestiteljica za vrijeme Domovinskog rata. Vodila je više emisija na HRT-u poput „Dobro jutro, Hrvatska” i „Nedjeljno popodne” s Oliverom Mlakarom. Bila je voditeljica i na izravnim prijenosima društvenih događaja poput Splitskog festivala 1992., Zadarfesta i dodjele Večernjakove ruže 1995., a bila je i nominirana za Večernjakovu ružu 1997. u kategoriji „najbolja TV osoba - TV dame”. Bila je treća u poretku. 
Bila je i voditeljica na Novoj TV nakon što je napustila HRT 2000. godine. Vodila je emisije poput „Dan iz snova daruje vam Nova”, „Par excellance” i „Story Supernova Music Talents” 2003. godine.
Nakon dvadeset godina voditeljske karijere iz Zagreba se vratila u rodnu Petrinju gdje se bavi izradom nakita i proizvodnjom kozmetike. U razornom potresu kod Petrinje 2020. ponovno joj je oštećena obiteljska kuća, koja je tri mjeseca kasnije obnovljena.
U privatnom životu imala je spontani pobačaj nakon izvanmaterične trudnoće. Njezin partner preminuo je u snu.